# Aaron (herb kościelny)

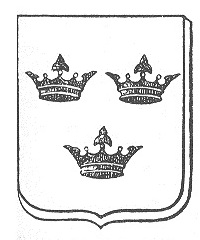
Aaron

Aaron – herb kapituły krakowskiej i wileńskiej. Herb przedstawia w polu błękitnym trzy złote korony szlacheckie w układzie 2 i 1.
Według tradycji herb został przyniesiony do Polski przez pochodzącego z Kolonii zakonnika Aarona, po objęciu przez niego biskupstwa krakowskiego w 1046 roku.
Pierwsze zachowane wyobrażenie herbu pochodzi z roku 1296, kiedy pojawił się na pieczęci biskupa krakowskiego Jana Muskaty.
W XIV wieku trzy korony zostały umieszczone na pieczęci większej kapituły krakowskiej.
Od 2016 tarcza herbowa z trzema koronami uzupełniona o insygnia biskupie jest oficjalnym herbem archidiecezji krakowskiej.